# Impact Muang Thong Thani
L'IMPACT Muang Thong Thani (in thailandese อิมแพ็ค เมืองทองธานี) è un complesso di edifici, costituito da un'arena, un centro congressi ed una sala espositiva, di Bangkok, in Thailandia. Si trova nella provincia di Nonthaburi.
L'IMPACT Arena è il secondo più grande centro congressi e sala espositiva dell'Asia, con una superficie coperta di oltre 140.000 metri quadrati. Ogni anno l'arena ospita circa 490 eventi ed accogli un totale di oltre quindici milioni di visitatori.
L'IMPACT Convention Center è stato costruito nel 2000, mentre l'espansione dell'IMPACT Exhibition Center è stata completata nel 2003. La sala espositiva, l'IMPACT Challenger, è stato completato all'inizio del 2006.
Nel 2018 ha ospitato la sessantasettesima edizione del prestigioso concorso di bellezza Miss Universo.